# Simon Filipovic
Simon Filipovic (* 5. Jänner 2004 in Wien) ist ein österreichischer Fußballspieler.

## Karriere
Filipovic begann seine Karriere beim ASV Vösendorf. Im März 2010 wechselte er zum FC Admira Wacker Mödling. Im Jänner 2012 wechselte er in die Jugend des SK Rapid Wien. Bei Rapid durchlief er ab der Saison 2018/19 auch sämtliche Altersstufen in der Akademie. Nach der Saison 2022/23 verließ er Rapid nach elf Jahren.
Nach einem Jahr ohne Verein wechselte Filipovic zur Saison 2024/25 zum Zweitligisten Kapfenberger SV, der ihn aber direkt auf Kooperationsbasis an den Regionalligisten Deutschlandsberger SC verlieh. Nach acht Einsätzen für den DSC debütierte er im Dezember 2024 schließlich für Kapfenberg in der 2. Liga, als er am 15. Spieltag jener Saison gegen Schwarz-Weiß Bregenz in der 85. Minute für David Heindl eingewechselt wurde. Dies blieb sein einziger Einsatz für Kapfenberg.
Zur Saison 2025/26 wechselte Filipovic innerhalb der 2. Liga zum Floridsdorfer AC, bei dem er einen bis 2028 laufenden Vertrag erhielt.